# WWE 2K23
WWE 2K23 — компьютерная игра о рестлинге, разработанная Visual Concepts, издателем выступила 2K Sports. Это двадцать третья игра в серии игр WWE, десятая игра под брендом WWE 2K, и преемник WWE 2K22. Релиз игры состоялся 17 марта 2023 года для Windows, PlayStation 4, PlayStation 5, Xbox One и Xbox Series X/S.

## Игровой процесс
Как и предыдущая игра, WWE 2K23 представляет собой гибрид аркады и симулятора. Матч WarGames впервые появился в серии игры. Игровые режимы, такие как MyFACTION, MyGM, Showcase, Universe, режим карьеры MyRISE и полный набор для творчества, возвращаются с новыми возможностями. Showcase включает в себя звезду с обложки Джона Сину, позволяя игрокам воссоздать самые заметные поражения в его карьере, с рассказом самого Сины, который заканчивается вымышленными матчами, где игрок использует любую из одиннадцати суперзвёзд, победивших Сину за его карьеру (включая две версии Гробовщика, Эджа и Брока Леснара), надеясь победить Сину в последний раз.

## Оценки
| Сводный рейтинг    | Сводный рейтинг |
| Агрегатор          | Оценка          |
| ------------------ | --------------- |
| Metacritic         | (PS5) 84/100    |
| Иноязычные издания |                 |
| Издание            | Оценка          |
| GamesRadar+        | [ 6 ]           |
| Hardcore Gamer     | 4,5/5           |
| Push Square        | [ 8 ]           |
| Shacknews          | 8/10            |

В предварительном обзоре игры Дейл Драйвер из IGN сказал: «Можно утверждать, что 2K22 установила новую планку в плане управления захватами, и моё личное и, возможно, спорное мнение заключается в том, что на данный момент серия является лучшей из когда-либо существовавших». Он также заявил, что игра во многом повторяет своего предшественника с некоторыми улучшениями.
По данным Metacritic, WWE 2K23 получила «в целом благоприятные отзывы».